# 高津瀬村
高津瀬村（たかつせむら）は三重県鈴鹿郡にあった村。現在の鈴鹿市の北西部、関西本線・加佐登駅の北西一帯にあたる。

## 地理
- 河川：鈴鹿川、芥川

## 歴史
- 1889年（明治22年）4月1日 - 町村制の施行により、高宮村・津賀村・広瀬村の区域をもって発足。
- 1942年（昭和17年）12月1日 - 国府村・庄野村・牧田村・石薬師村・河芸郡白子町・神戸町・稲生村・飯野村・河曲村・一ノ宮村・箕田村・玉垣村・若松村と合併して鈴鹿市が発足。同日高津瀬村廃止。

## 交通

### 鉄道路線
- 日本国有鉄道
  - 関西本線
    - 加佐登駅

### 道路
- 国道1号（現在も国道1号）